# لوسی (آلاباما)
لوسی (به انگلیسی: Lucy) یک منطقهٔ مسکونی در ایالات متحده آمریکا است که در شهرستان هیوستون، آلاباما واقع شده‌است. لوسی ۳۹٫۰۱ متر بالاتر از سطح دریا قرار دارد.